# 160. komunikacijska brigada (ZDA)
160. komunikacijska brigada (izvirno angleško 160th Signal Brigade) je bila komunikacijska brigada Kopenske vojske Združenih držav Amerike.

## Odlikovanja
- Meritorious Unit Commendation